# Стара Криваја
Стара Криваја је насељено место у општини Ђуловац (до 1991. Миоковићево), у западној Славонији, Република Хрватска.

## Историја
До територијалне реорганизације у Хрватској насеље се налазило у саставу бивше велике општине Дарувар.

## Становништво
По попису из 2011. године насељео није имало ниједног становника.
| Националност       | 1991.     | 1981.       | 1971.        | 1961.        |
| Срби               | 39 (100%) | 35 (66,03%) | 115 (99,13%) | 157 (98,74%) |
| Хрвати             | 0         | 1 (1,88%)   | 1 (0,86%)    | 2 (1,25%)    |
| Југословени        | 0         | 16 (30,18%) | 0            | 0            |
| остали и непознато | 0         | 1 (1,88%)   | 0            | 0            |
| Укупно             | 39        | 53          | 116          | 159          |